# 戸法ジャンクション
戸法ジャンクション（ホボプジャンクション）は大韓民国京畿道利川市にある中部高速道路と嶺東高速道路のジャンクションである。

## 接続する路線

### 清州・河南方面
- 中部高速道路（36番）

### 仁川・江陵方面
- 嶺東高速道路（21番）

## 隣
中部高速道路
(35-1) 南利川IC - (36) 戸法JCT - (37) 麻長JCT
嶺東高速道路
(20) 徳坪IC - (21) 戸法JCT - (22) 利川IC